# 존 콜린스 (야구 선수)

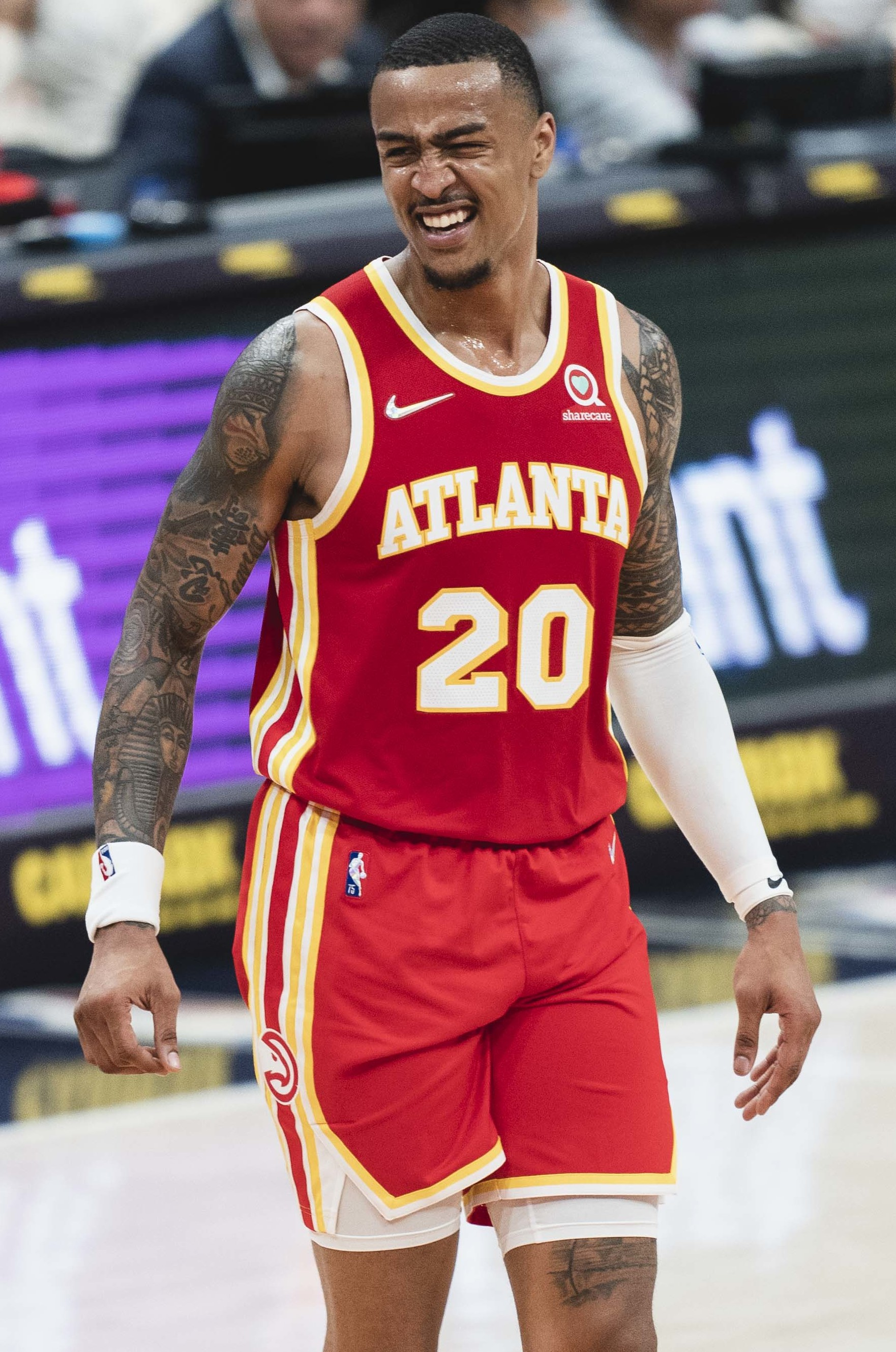
2021년 애틀랜타 호크스와 함께한 콜린스

존 마틴 콜린스 3세(John Martin Collins III, 1997년 9월 23일 ~ )는 미국 농구 협회(NBA) 유타 재즈의 미국 프로 농구 선수이다. 그는 웨이크 포레스트 데몬 디콘스(Wake Forest Demon Deacons)에서 대학 농구를 했다. 콜린스는 2017년 NBA 드래프트에서 애틀랜타 호크스의 19순위로 지명됐다.